# Scheden
Scheden er en by og kommune i det centrale Tyskland, beliggende under Landkreis Göttingen, i den sydlige del af delstaten Niedersachsen. Kommunen har godt 1.900 indbyggere, og er en del af amtet samtgemeinde Dransfeld.

## Geografi
Scheden er beliggende i Naturpark Münden sydvest for det bjerget Hohen Hagen (493 moh.) og gennemløbes af floden Schede, der er en biflod til Weser. I den sydøstlige del af kommunen (ved landsbyen Meensen) findes kildeområdet til floden Dramme, som er en biflod til Leine. Ved Meensen ligger Brackenberg (461 moh.), hvor man finder Burgruinen Brackenburg.
I kommunen ligger (ud over selve Scheden) Dankelshausen og Meensen.

## Kendte personer fra Scheden
- Johann Joachim Quantz (født 1697 i Scheden) var fløjtenist, fløjtemager og komponist, samt fløjtelærer for Frederik den Store af Preussen.